# Liste der russischen Meister im Skispringen

Disziplin: Skispringen

Die Liste der russischen Meister im Skispringen listet alle russischen Meisterinnen und Meister im Skispringen auf. Es finden sowohl im Winter als auch im Sommer Wettkämpfe statt. Die Meisterschaften werden vom russischen Skiverband für Skispringen und die Nordische Kombination (FSJNCR), einem eigenständigen Verband innerhalb des Russischen Skiverbandes (RSA), ausgetragen. Während der FSJNCR bereits seit 1992 besteht, wurde der RSA erst 2005 gegründet. Die Meisterschaften 1992 und 1993 waren noch Wettbewerbe innerhalb der Gemeinschaft Unabhängiger Staaten, erst ab 1994 hießen sie offiziell Russische Meisterschaften.
Die russischen Meisterschaften 2021 in Tschaikowski waren die ersten Titelkämpfe, bei denen Frauen und Männer die gleiche Anzahl an Wettbewerben durchführten. Wann die Frauen ihren ersten Meisterschaftswettkampf abhielten, ist unklar, jedoch wurde frühestens 2001 sowie spätestens 2009 die erste Meisterin gekürt. Im Jahr 2005 wurde der erste russische Nationalkader der Frauen gebildet. Anschließend dauerte es bis zum Jahr 2013, ehe bei den Sommer-Meisterschaften mit dem Mixed-Teamspringen ein weiterer Wettkampf mit Frauenbeteiligung eingeführt wurde. Bei den russischen Meisterschaften 2020 gab es das erste Teamspringen der Frauen, ehe 2021 auch der Großschanzen-Wettbewerb ins Programm aufgenommen wurde. Russische Rekordmeisterin ist Irina Awwakumowa (geb. Taktajewa).

## Frauen

### Winter

#### Einzel
| Jahr | Austragungsort   | Schanzentyp   | Meisterin               | Zweite                  | Dritte                  | Beleg         |
| ---- | ---------------- | ------------- | ----------------------- | ----------------------- | ----------------------- | ------------- |
| 2009 | Chochlowka       | Mittelschanze | Anastassija Gladyschewa | Irina Taktajewa         | Ewelina Otmachowa       | [ 3 ]         |
| 2010 | Nischni Nowgorod | Normalschanze | Anastassija Gladyschewa | Irina Taktajewa         | Marija Sotowa           | [ 4 ]         |
| 2011 | Perm             | Mittelschanze | Irina Taktajewa         | Marija Sotowa           | Alexandra Kustowa       | [ 5 ]         |
| 2012 | Tschaikowski     | Normalschanze | Irina Taktajewa         | Anastassija Gladyschewa | Sofija Tichonowa        | [ 6 ]         |
| 2013 | Nischni Tagil    | Normalschanze | Irina Awwakumowa        | Anastassija Gladyschewa | Darja Gruschina         | [ 7 ]         |
| 2014 | Nischni Tagil    | Normalschanze | Irina Awwakumowa        | Alexandra Kustowa       | Anastassija Gladyschewa | [ 8 ]         |
| 2015 | Tschaikowski     | Normalschanze | Sofija Tichonowa        | Irina Awwakumowa        | Anastassija Gladyschewa | [ 9 ]         |
| 2016 | Nischni Tagil    | Normalschanze | Irina Awwakumowa        | Alexandra Kustowa       | Sofija Tichonowa        | [ 10 ]        |
| 2017 | Tschaikowski     | Normalschanze | Xenija Kablukowa        | Alexandra Kustowa       | Sofija Tichonowa        | [ 11 ]        |
| 2018 | Nischni Tagil    | Normalschanze | Irina Awwakumowa        | Anastassija Barannikowa | Alexandra Baranzewa     | [ 12 ]        |
| 2019 | Tschaikowski     | Normalschanze | Irina Awwakumowa        | Sofija Tichonowa        | Lidija Jakowlewa        | [ 13 ]        |
| 2020 | Nischni Tagil    | Normalschanze | Lidija Jakowlewa        | Anna Schpynjowa         | Sofija Tichonowa        | [ 14 ]        |
| 2021 | Tschaikowski     | Normalschanze | Irina Awwakumowa        | Sofija Tichonowa        | Irma Machinja           | [ 15 ]        |
| 2021 | Tschaikowski     | Großschanze   | Irina Awwakumowa        | Irma Machinja           | Xenija Kablukowa        | [ 16 ] [ 17 ] |
| 2022 | Nischni Tagil    | Normalschanze | Alexandra Kustowa       | Anna Schpynjowa         | Irina Awwakumowa        | [ 18 ]        |
| 2023 | Tschaikowski     | Normalschanze | Alexandra Kustowa       | Kristina Prokopjewa     | Irina Awwakumowa        |               |
| 2023 | Tschaikowski     | Großschanze   | Alexandra Kustowa       | Irina Awwakumowa        | Kristina Prokopjewa     |               |

#### Team
| Jahr | Austragungsort | Schanzentyp   | Meisterinnen                                                                            | Zweite                                                                                     | Dritte                                                                                       | Beleg  |
| ---- | -------------- | ------------- | --------------------------------------------------------------------------------------- | ------------------------------------------------------------------------------------------ | -------------------------------------------------------------------------------------------- | ------ |
| 2020 | Nischni Tagil  | Normalschanze | Sankt PetersburgMarija Jakowlewa Anna Schpynjowa Sofija Tichonowa Lidija Jakowlewa      | Oblast MoskauAlexandra Tichonowitsch Alexandra Baranzewa Xenija Kablukowa Irina Awwakumowa | Oblast SwerdlowskJewgenija Saposchnikowa Alina Borodina Xenija Piskunowa Kristina Prokopjewa | [ 19 ] |
| 2021 | Tschaikowski   | Normalschanze | Sankt PetersburgAnna Schpynjowa Anastassija Subbotina Sofija Tichonowa Marija Jakowlewa | Oblast MoskauIrina Awwakumowa Alexija Charitonowa Alexandra Baranzewa Xenija Kablukowa     | Oblast SwerdlowskWalerija Koliasnikowa Xenija Piskunowa Alina Borodina Kristina Prokopjewa   | [ 20 ] |
| 2022 | Nischni Tagil  | Normalschanze | Sankt PetersburgLidija Jakowlewa Marija Jakowlewa Anna Schpynjowa Sofija Tichonowa      | Oblast MoskauAlexandra Baranzewa Alina Borodina Xenija Kablukowa Irina Awwakumowa          | Oblast SwerdlowskWalerija Gaj Xenija Fjedjuschina Xenija Piskunowa Kristina Prokopjewa       | [ 21 ] |
| 2023 | Tschaikowski   | Normalschanze | Oblast MagadanWalerija Koljasnikowa Anna Schukowa Jelisaweta Mochowa Alexandra Kustowa  | Sankt PetersburgWalerija Rimdjonok Anna Schpynjowa Lidija Jakowlewa Anastassija Subbotina  | Oblast MoskauAlexandra Baranzewa Walerija Gai Alina Borodina Xenija Kablukowa                | [ 22 ] |

### Sommer

#### Einzel
| Jahr | Austragungsort   | Schanzentyp       | Meisterin               | Zweite                  | Dritte                  | Beleg                |
| ---- | ---------------- | ----------------- | ----------------------- | ----------------------- | ----------------------- | -------------------- |
| 2009 | Moskau           | Mittelschanze     | Marija Sotowa           | Irina Taktajewa         | Anastassija Gladyschewa | [ 23 ]               |
| 2010 | Moskau           | Mittelschanze     | Irina Taktajewa         | Marija Sotowa           | Sofija Tichonowa        | [ 24 ] [ 25 ] [ 26 ] |
| 2011 |                  | nicht ausgetragen | nicht ausgetragen       | nicht ausgetragen       | nicht ausgetragen       | nicht ausgetragen    |
| 2012 |                  | nicht ausgetragen | nicht ausgetragen       | nicht ausgetragen       | nicht ausgetragen       | nicht ausgetragen    |
| 2013 | Krasnaja Poljana | Normalschanze     | Anastassija Gladyschewa | Irina Awwakumowa        | Sofija Tichonowa        | [ 27 ]               |
| 2014 | Krasnaja Poljana | Normalschanze     | Sofija Tichonowa        | Irina Awwakumowa        | Anastassija Gladyschewa | [ 28 ]               |
| 2015 | Krasnaja Poljana | Normalschanze     | Irina Awwakumowa        | Sofija Tichonowa        | Alexandra Kustowa       | [ 29 ]               |
| 2016 | Krasnaja Poljana | Normalschanze     | Irina Awwakumowa        | Anastassija Barannikowa | Sofija Tichonowa        | [ 30 ]               |
| 2017 | Krasnaja Poljana | Normalschanze     | Irina Awwakumowa        | Anastassija Barannikowa | Lidija Jakowlewa        | [ 31 ]               |
| 2018 | Krasnaja Poljana | Normalschanze     | Lidija Jakowlewa        | Sofija Tichonowa        | Anna Schpynjowa         | [ 32 ]               |
| 2019 | Krasnaja Poljana | Normalschanze     | Irina Awwakumowa        | Sofija Tichonowa        | Lidija Jakowlewa        | [ 33 ]               |
| 2020 | Krasnaja Poljana | Normalschanze     | Irma Machinja           | Sofija Tichonowa        | Irina Awwakumowa        | [ 34 ]               |
| 2021 | Krasnaja Poljana | Normalschanze     | Irina Awwakumowa        | Sofija Tichonowa        | Alexandra Kustowa       | [ 35 ]               |
| 2022 | Krasnaja Poljana | Normalschanze     | Alexandra Kustowa       | Sofija Tichonowa        | Anna Schpynjowa         | [ 36 ]               |
| 2022 | Krasnaja Poljana | Großschanze       | Alexandra Kustowa       | Sofija Tichonowa        | Anna Schpynjowa         | [ 37 ]               |

## Männer

### Winter

#### Einzel
| Jahr   | Austragungsort    | Schanzentyp    | Meister               | Zweiter                 | Dritter                                  | Beleg                |
| ------ | ----------------- | -------------- | --------------------- | ----------------------- | ---------------------------------------- | -------------------- |
| 1992 1 |                   | Normalschanze  | Andrei Werweikin      | Dionis Vodnev           | Michail Jessin                           | [ 38 ]               |
| 1992 1 | Großschanze       | Michail Jessin | Waleri Karetnikow     | Dmitri Tschelowenko     | [ 38 ] [ 39 ]                            |                      |
| 1993 1 |                   | Normalschanze  | Dionis Vodnev         | Michail Jessin          | Andrei Werweikin                         | [ 38 ]               |
| 1993 1 | Großschanze       | Michail Jessin | Sergei Michejew       | Waleri Karetnikow       | [ 39 ] [ 38 ]                            |                      |
| 1994   | Nischni Nowgorod  | Normalschanze  | Roman Kjerow          | Alexei Solodjankin      | Sergei Michejew                          | [ 38 ] [ 40 ]        |
| 1994   | Nischni Nowgorod  | Großschanze    | Dmitri Tschelowenko   | Michail Jessin          | Alexei Solodjankin                       | [ 38 ] [ 41 ] [ 40 ] |
| 1995   |                   | Normalschanze  | Michail Jessin        | Sergei Michejew         | Roman Paschkin                           | [ 38 ]               |
| 1995   | Großschanze       | Michail Jessin | Waleri Kobelew        | Sergei Michejew         | [ 38 ] [ 39 ]                            |                      |
| 1996   | Nischni Nowgorod  | Normalschanze  | Michail Jessin        | Sergei Michejew         | Alexei Solodjankin                       | [ 38 ]               |
| 1996   | Nischni Tagil     | Großschanze    | Alexander Wolkow      | Michail Jessin          | Sergei Michejew                          | [ 38 ] [ 42 ]        |
| 1997   | Nischni Tagil     | Normalschanze  | Dmitri Tschelowenko   | Artur Chamidullin       | Michail Jessin                           | [ 43 ] [ 38 ] [ 41 ] |
| 1997   | Nischni Tagil     | Großschanze    | Artur Chamidullin     | Waleri Kobelew          | Stanislaw Pochilko                       | [ 43 ] [ 44 ]        |
| 1998   | Nischni Tagil     | Normalschanze  | Roman Kjerow          | Alexander Wolkow        | Pawel Tschitscherin                      | [ 45 ] [ 38 ]        |
| 1998   | Nischni Tagil     | Großschanze    | Pawel Tschitscherin   | Sergei Michejew         | Alexander Wolkow                         | [ 45 ] [ 38 ]        |
| 1999   | Nischni Tagil     | Normalschanze  | Alexander Wolkow      | Dmitri Wassiljew        | Sergei Nogowizyn                         | [ 46 ]               |
| 1999   | Nischni Tagil     | Großschanze    | Waleri Kobelew        | Dmitri Schutschichin    | Sergei Michejew                          | [ 46 ] [ 47 ]        |
| 2000   | Nischni Tagil     | Normalschanze  | Nikolai Parfjonow     | Sergei Michejew         | Alexander Wolkow                         | [ 48 ] [ 49 ] [ 42 ] |
| 2000   | Nischni Tagil     | Großschanze    | Sergei Michejew       | Gennadi Tschischow      | Alexander Wolkow                         | [ 50 ] [ 51 ] [ 52 ] |
| 2001   | Nischni Tagil     | Normalschanze  | Dmitri Wassiljew      | Artur Chamidullin       | Dmitri Schutschichin                     | [ 53 ]               |
| 2001   | Nischni Tagil     | Großschanze    | Dmitri Wassiljew      | Alexander Below         | Ildar Fatkullin                          | [ 53 ]               |
| 2002   | Nischni Tagil     | Normalschanze  | Dmitri Wassiljew      | Ildar Fatkullin         | Dmitri Ipatow                            | [ 54 ]               |
| 2002   | Nischni Tagil     | Großschanze    | Ilja Rosljakow        | Dmitri Wassiljew        | Pjotr Tschaadajew                        | [ 55 ]               |
| 2003   | Nischni Tagil     | Normalschanze  | Dmitri Wassiljew      | Denis Kornilow          | Sergei Koschewnikow                      | [ 56 ] [ 57 ]        |
| 2003   | Nischni Tagil     | Großschanze    | Dmitri Wassiljew      | Denis Kornilow          | Sergei Koschewnikow Anton Kalinitschenko | [ 58 ] [ 57 ]        |
| 2004   | Nischni Tagil     | Normalschanze  | Ildar Fatkullin       | Maxim Zubina            | Dmitri Wassiljew                         | [ 59 ]               |
| 2004   | Nischni Tagil     | Großschanze    | Dmitri Wassiljew      | Ildar Fatkullin         | Dmitri Ipatow                            |                      |
| 2005   | Meschduretschensk | Normalschanze  | Dmitri Wassiljew      | Denis Kornilow          | Dmitri Ipatow                            | [ 60 ]               |
| 2005   | Meschduretschensk | Großschanze    | Denis Kornilow        | Dmitri Ipatow           | Dmitri Wassiljew                         | [ 60 ]               |
| 2006   | Nischni Nowgorod  | Normalschanze  | Dmitri Ipatow         | Denis Kornilow          | Ildar Fatkullin                          | [ 61 ]               |
| 2006   | Nischni Nowgorod  | Großschanze    | Denis Kornilow        | Dmitri Wassiljew        | Dmitri Ipatow                            | [ 62 ]               |
| 2007   | Ufa               | Normalschanze  | Emil Muljukow         | Ildar Fatkullin         | Robert Fatkullin                         | [ 63 ]               |
| 2007   | Krasnojarsk       | Großschanze    | Robert Fatkullin      | Stanislaw Oschtschepkow | Jewgeni Plechow                          | [ 64 ]               |
| 2008   | Nischni Tagil     | Normalschanze  | Ilja Rosljakow        | Denis Kornilow          | Jewgeni Plechow                          | [ 65 ]               |
| 2008   | Nischni Tagil     | Großschanze    | abgesagt              | abgesagt                | abgesagt                                 | [ 66 ]               |
| 2009   | Nischni Tagil     | Normalschanze  | Ilja Rosljakow        | Denis Kornilow          | Dmitri Wassiljew                         | [ 67 ]               |
| 2009   | Nischni Tagil     | Normalschanze  | Roman Trofimow        | Ilja Rosljakow          | Denis Kornilow                           | [ 68 ]               |
| 2010   | Meschduretschensk | Normalschanze  | Roman Trofimow        | Stanislaw Oschtschepkow | Alexander Sardyko                        | [ 69 ]               |
| 2010   | Meschduretschensk | Großschanze    | Roman Trofimow        | Georgi Tscherwjakow     | Dmitri Ipatow                            | [ 70 ]               |
| 2011   | Meschduretschensk | Normalschanze  | Ilja Rosljakow        | Stanislaw Oschtschepkow | Alexei Buiwolow                          | [ 71 ] [ 72 ]        |
| 2011   | Meschduretschensk | Großschanze    | Ilja Rosljakow        | Alexander Sardyko       | Dmitri Wassiljew                         | [ 73 ]               |
| 2012   | Tschaikowski      | Normalschanze  | Dmitri Wassiljew      | Ilja Rosljakow          | Alexander Sardyko                        | [ 74 ]               |
| 2012   | Tschaikowski      | Großschanze    | Dmitri Wassiljew      | Anton Kalinitschenko    | Alexander Sardyko                        | [ 75 ]               |
| 2013   | Nischni Tagil     | Normalschanze  | Ilmir Chasetdinow     | Denis Kornilow          | Dmitri Wassiljew                         | [ 76 ]               |
| 2013   | Nischni Tagil     | Großschanze    | Denis Kornilow        | Alexei Romaschow        | Dmitri Wassiljew                         | [ 77 ]               |
| 2014   | Nischni Tagil     | Normalschanze  | Michail Maximotschkin | Ilmir Chasetdinow       | Anton Kalinitschenko Alexei Romaschow    | [ 78 ]               |
| 2014   | Nischni Tagil     | Großschanze    | Michail Maximotschkin | Denis Kornilow          | Ilmir Chasetdinow                        | [ 79 ]               |
| 2015   | Tschaikowski      | Normalschanze  | Denis Kornilow        | Dmitri Wassiljew        | Alexander Baschenow                      | [ 80 ]               |
| 2015   | Tschaikowski      | Großschanze    | Dmitri Wassiljew      | Roman Trofimow          | Jewgeni Klimow                           | [ 81 ]               |
| 2016   | Nischni Tagil     | Normalschanze  | Denis Kornilow        | Jewgeni Klimow          | Roman Trofimow                           | [ 82 ]               |
| 2016   | Nischni Tagil     | Großschanze    | Denis Kornilow        | Ilmir Chasetdinow       | Dmitri Wassiljew                         | [ 83 ]               |
| 2017   | Tschaikowski      | Normalschanze  | Denis Kornilow        | Ilmir Chasetdinow       | Roman Trofimow                           | [ 84 ]               |
| 2017   | Tschaikowski      | Großschanze    | Jewgeni Klimow        | Maxim Sergejew          | Denis Kornilow                           | [ 85 ]               |
| 2018   | Nischni Tagil     | Normalschanze  | Denis Kornilow        | Iwan Lanin              | Sachir Dschafarow                        | [ 86 ]               |
| 2018   | Nischni Tagil     | Großschanze    | Denis Kornilow        | Alexei Romaschow        | Dmitri Wassiljew                         | [ 87 ]               |
| 2019   | Tschaikowski      | Normalschanze  | Jewgeni Klimow        | Michail Maximotschkin   | Roman Trofimow                           | [ 88 ]               |
| 2019   | Tschaikowski      | Großschanze    | Jewgeni Klimow        | Roman Trofimow          | Michail Maximotschkin                    | [ 89 ]               |
| 2020   | Nischni Tagil     | Normalschanze  | Jewgeni Klimow        | Denis Kornilow          | Dmitri Wassiljew                         | [ 90 ]               |
| 2020   | Nischni Tagil     | Großschanze    | Jewgeni Klimow        | Dmitri Wassiljew        | Michail Purtow                           | [ 91 ]               |
| 2021   | Tschaikowski      | Normalschanze  | Denis Kornilow        | Danil Sadrejew          | Jewgeni Klimow                           | [ 92 ]               |
| 2021   | Tschaikowski      | Großschanze    | Michail Nasarow       | Jewgeni Klimow          | Roman Trofimow                           | [ 93 ]               |
| 2022   | Nischni Tagil     | Normalschanze  | Danil Sadrejew        | Jewgeni Klimow          | Roman Trofimow                           |                      |
| 2022   | Nischni Tagil     | Großschanze    | Jewgeni Klimow        | Danil Sadrejew          | Michail Nasarow                          |                      |
| 2023   | Tschaikowski      | Normalschanze  | Jewgeni Klimow        | Ilja Mankow             | Wladislaw Mustafin                       |                      |
| 2023   | Tschaikowski      | Großschanze    | Jewgeni Klimow        | Danil Sadrejew          | Ilja Mankow                              |                      |

#### Team
| Jahr | Austragungsort    | Schanzentyp   | Meister                                                                                           | Zweiter                                                                                           | Dritter | Beleg                                                                     |
| ---- | ----------------- | ------------- | ------------------------------------------------------------------------------------------------- | ------------------------------------------------------------------------------------------------- | --- | ------------------------------------------------------------------------- |
| 1994 | Nischni Tagil     | Normalschanze | Oblast Nischni NowgorodWaleri Karetnikow Michail Kolkin Dmitri Tschelowenko Michail Jessin        | Oblast PermIgor Kulakow Roman Kjerow Sergei Michejew Roman Paschkin                               | Sankt PetersburgDmitri Jeremenko Leonid Kemrin K. Kapitonow Sergei Ignatjew | [ 38 ]                                                                    |
| 1995 |                   |               | Oblast Perm                                                                                       | Oblast Nischni Nowgorod                                                                           | Oblast Magadan | [ 38 ]                                                                    |
| 1996 |                   |               | Oblast PermJe. Popow A. Petrow Pawel Tschitscherin Sergei Michejew                                | Oblast Nischni NowgorodMaxim Kusenny Waleri Karetnikow Michail Jessin Alexander Wolkow            | Republik BaschkortostanA. Dsiwiljuk Igor Iwanow N. Besnossow Artur Chamidullin | [ 38 ]                                                                    |
| 1997 |                   |               | Oblast Nischni Nowgorod                                                                           | Oblast Perm                                                                                       | Oblast Magadan | [ 38 ]                                                                    |
| 1998 | Nischni Nowgorod  |               | Oblast Nischni Nowgorod IDmitri Tschelowenko Dmitri Schutschichin Maxim Kusenny Alexander Wolkow  | Oblast Nischni Nowgorod IIGennadi Tschischow Sergei Koschewnikow Dmitri Blinow Michail Jessin     | Republik TatarstanArtjom Koschtschejew Nikolai Petruschin Sergei Nogowizyn Sergei Iwanow | [ 94 ]                                                                    |
| 1999 | Nischni Tagil     |               | Oblast Nischni Nowgorod                                                                           | Republik Baschkortostan                                                                           | Oblast Perm | [ 46 ]                                                                    |
| 2000 | Nischni Tagil     | Großschanze   | Oblast Nischni NowgorodAndrei Barmenkow Gennadi Tschischow Alexander Wolkow Dmitri Schutschichin  | Oblast PermSergei Iwanow Nikolai Parfjonow ?                                                      | Republik BaschkortostanArtur Chamidullin Alexander Below Ildar Fatkullin ? | [ 50 ] [ 95 ] [ 52 ] [ 42 ] [ 96 ] [ 97 ] [ 44 ] [ 98 ] [ 99 ]            |
| 2001 | Nischni Tagil     | Großschanze   | Republik BaschkortostanAlexander Below Alexander Bojko Artur Chamidullin Ildar Fatkullin          | Oblast PermSergei Iwanow Pjotr Denissowski ?                                                      | Oblast Nischni NowgorodAndrei Barmenkow Alexander Wolkow Sergei Koschewnikow Maxim Kusenny | [ 98 ] [ 100 ] [ 44 ] [ 99 ] [ 97 ] [ 101 ] [ 95 ] [ 42 ] [ 102 ] [ 103 ] |
| 2002 | Krasnojarsk       | Großschanze   | Republik BaschkortostanIldar Fatkullin Dmitri Wassiljew Alexander Below Ruslan Abrarow            | Oblast Nischni NowgorodAndrei Barmenkow Dmitri Schutschichin Alexander Wolkow Sergei Koschewnikow | MoskauAlexei Silajew Pjotr Tschaadajew ? | [ 104 ] [ 95 ] [ 96 ] [ 42 ] [ 102 ] [ 105 ] [ 106 ]                      |
| 2003 | Nischni Tagil     | Großschanze   | Oblast Nischni NowgorodDmitri Schutschichin Andrei Barmenkow Sergei Koschewnikow Denis Kornilow   | Republik BaschkortostanDmitri Pusenkow Emil Muljukow Rasil Chasetdinow Dmitri Wassiljew           | Oblast PermPjotr Denissowski Roman Afinogenow Sergei Iwanow Stepan Gradobojew | [ 57 ] [ 107 ]                                                            |
| 2004 |                   |               | Oblast Nischni Nowgorod? Sergei Koschewnikow Sergei Rodionow ?                                    | Republik BaschkortostanEmil Muljukow Robert Fatkullin Ildar Fatkullin ?                           | MoskauAlexei Silajew Jewgeni Plechow ? | [ 102 ] [ 108 ] [ 109 ] [ 110 ] [ 99 ] [ 105 ] [ 111 ]                    |
| 2005 | Meschduretschensk | Großschanze   | Oblast Nischni NowgorodDenis Kornilow Andrei Barmenkow Jegor Anoschkin Sergei Rodionow            | Republik BaschkortostanIldar Fatkullin Dmitri Pusenkow Emil Muljukow Dmitri Wassiljew             | MoskauAlexei Silajew Jewgeni Plechow Konstantin Woronin Ilja Rosljakow | [ 112 ]                                                                   |
| 2006 | Nischni Nowgorod  | Großschanze   | Republik BaschkortostanRobert Fatkullin Emil Muljukow Ildar Fatkullin Dmitri Wassiljew            | Oblast Nischni NowgorodSergei Koschewnikow Andrei Barmenkow Dmitri Schutschichin Denis Kornilow   | MoskauAlexei Silajew Jewgeni Plechow Waleri Kobelew Ilja Rosljakow | [ 113 ]                                                                   |
| 2007 | Krasnojarsk       | Großschanze   | MoskauAlexei Silajew Stanislaw Oschtschepkow Jewgeni Plechow Ilja Rosljakow                       | Republik BaschkortostanDenis Wylegschanin Robert Fatkullin Emil Muljukow Ildar Fatkullin          | Oblast Nischni NowgorodJegor Anoschkin Andrei Barmenkow Sergei Koschewnikow Alexei Wostrezow | [ 114 ]                                                                   |
| 2008 | Nischni Tagil     | Großschanze   | MoskauRoman Trofimow Stanislaw Oschtschepkow Jewgeni Plechow Ilja Rosljakow                       | Republik BaschkortostanRobert Fatkullin Emil Muljukow Ildar Fatkullin Dmitri Wassiljew            | Oblast Nischni NowgorodJegor Anoschkin Sergei Koschewnikow Alexei Buiwolow Denis Kornilow | [ 115 ] [ 116 ]                                                           |
| 2009 | Nischni Tagil     | Großschanze   | MoskauStanislaw Oschtschepkow Pjotr Tschaadajew Roman Trofimow Ilja Rosljakow                     | Oblast Nischni NowgorodIwan Sawwatejew Alexei Wostrezow Sergei Koschewnikow Denis Kornilow        | Republik BaschkortostanRamil Sarifullin Ilmir Chasetdinow Emil Muljukow Dmitri Wassiljew | [ 117 ]                                                                   |
| 2010 | Meschduretschensk | Großschanze   | Moskau IIlja Rosljakow Anton Kalinitschenko Georgi Tscherwjakow Roman Trofimow                    | Oblast Nischni Nowgorod IAlexei Wostrezow Dmitri Sporynin Alexei Buiwolow Alexander Sardyko       | Moskau IIPawel Jeremejewski Stanislaw Oschtschepkow Jegor Ussatschew Sergei Bytschkow Republik BaschkortostanWitali Woina Ramil Sarifullin Ilmir Chasetdinow Emil Muljukow Oblast Nischni Nowgorod IIIwan Lanin Michail Maximotschkin Alexander Schuwalow Sergei Koschewnikow | [ 118 ]                                                                   |
| 2011 | Meschduretschensk | Großschanze   | Moskau IRoman Trofimow Anton Kalinitschenko Stanislaw Oschtschepkow Ilja Rosljakow                | Oblast Nischni NowgorodDmitri Sporynin Michail Maximotschkin Alexei Buiwolow Alexander Sardyko    | Moskau IIGeorgi Tscherwjakow Pjotr Tschaadajew Sergei Bytschkow Andrei Patschin | [ 119 ] [ 120 ]                                                           |
| 2012 | Tschaikowski      | Großschanze   | Republik BaschkortostanWitali Woina Grigori Leontjew Ilmir Chasetdinow Dmitri Wassiljew           | MoskauStanislaw Oschtschepkow Pjotr Tschaadajew Ilja Rosljakow Roman Trofimow                     | Oblast Nischni NowgorodAlexander Schuwalow Dmitri Sporynin Alexei Buiwolow Alexander Sardyko | [ 121 ]                                                                   |
| 2013 | Nischni Tagil     | Großschanze   | Oblast Nischni NowgorodMichail Maximotschkin Alexander Schuwalow Alexander Sardyko Denis Kornilow | Republik BaschkortostanWitali Woina Grigori Leontjew Ilmir Chasetdinow Dmitri Wassiljew           | Region PermJegor Ussatschew Alexei Kamynin Georgi Tscherwjakow Artjom Utew | [ 122 ]                                                                   |
| 2014 | Nischni Tagil     | Großschanze   | Oblast Nischni NowgorodAlexander Sardyko Alexander Schuwalow Denis Kornilow Michail Maximotschkin | Region PermJegor Ussatschew Sergei Kulikow Georgi Tscherwjakow Artjom Utew                        | Sankt PetersburgErkin Allamuratow Wladislaw Persijanzew Wladislaw Bojarinzew Alexei Romaschow | [ 123 ]                                                                   |
| 2015 | Tschaikowski      | Großschanze   | Oblast Nischni NowgorodDenis Kornilow Andrei Patschin Roman Trofimow Michail Maximotschkin        | Oblast MoskauNikolai Matawin Artur Sultangulow Ilmir Chasetdinow Dmitri Wassiljew                 | Sankt PetersburgWladislaw Persijanzew Sergei Pyschow Alexei Romaschow Wladislaw Bojarinzew | [ 124 ]                                                                   |
| 2016 | Nischni Tagil     | Großschanze   | Oblast Nischni NowgorodMichail Maximotschkin Alexander Sardyko Roman Trofimow Denis Kornilow      | Oblast MoskauJewgeni Klimow Artur Sultangulow Ilmir Chasetdinow Dmitri Wassiljew                  | Region PermAlexei Kamynin Sergei Kulikow Jegor Ussatschew Artjom Utew | [ 125 ]                                                                   |
| 2017 | Tschaikowski      | Großschanze   | Oblast Nischni NowgorodMichail Maximotschkin Iwan Lanin Roman Trofimow Denis Kornilow             | Oblast MoskauNikolai Matawin Michail Nasarow Ilmir Chasetdinow Dmitri Wassiljew                   | Sankt PetersburgFjodor Tschischow Alexander Martschukow Wladislaw Bojarinzew Alexei Romaschow | [ 126 ]                                                                   |
| 2018 | Nischni Tagil     | Großschanze   | Oblast Nischni NowgorodIwan Lanin Michail Maximotschkin Roman Trofimow Denis Kornilow             | Oblast MoskauNikolai Matawin Ilmir Chasetdinow Jewgeni Klimow Dmitri Wassiljew                    | Republik TatarstanDanil Sadrejew Maxim Sergejew Artjom Redschepow Alexander Loginow | [ 127 ]                                                                   |
| 2019 | Tschaikowski      | Großschanze   | Oblast MoskauNikolai Matawin Michail Nasarow Ilmir Chasetdinow Dmitri Wassiljew                   | Oblast Nischni NowgorodDenis Kornilow Alexander Sardyko Michail Maximotschkin Roman Trofimow      | Republik TatarstanArtjom Redschepow Alexander Loginow Danil Sadrejew Maxim Sergejew | [ 128 ]                                                                   |
| 2020 | Nischni Tagil     | Großschanze   | abgesagt                                                                                          | abgesagt                                                                                          | abgesagt |                                                                           |
| 2021 | Tschaikowski      | Großschanze   | Oblast Nischni NowgorodMichail Maximotschkin Kirill Kotik Denis Kornilow Roman Trofimow           | Oblast MoskauNikolai Matawin Ilmir Chasetdinow Michail Nasarow Jewgeni Klimow                     | Oblast SwerdlowskWadim Schischkin Michail Purtow Dmitri Chodykin Ilja Mankow | [ 129 ]                                                                   |
| 2022 | Nischni Tagil     | Großschanze   | Oblast SwerdlowskIlja Mankow Michail Purtow Dmitri Chodykin Wadim Schischkin                      | Oblast Nischni NowgorodRoman Trofimow Michail Maximotschkin Kirill Kotik Alexander Sardyko        | Oblast SachalinAlexander Baschenow Maxim Kolobow Nikita Loboda Artjom Mjasnikow | [ 130 ]                                                                   |
| 2023 | Tschaikowski      | Normalschanze | Oblast Nischni NowgorodKirill Kotik Sachir Dschafarow Roman Trofimow Denis Kornilow               | MoskauAlexander Popow Jakow Berlisow Michail Nasarow Jewgeni Klimow                               | Oblast SwerdlowskWadim Schischkin Dmitri Sykow Michail Purtow Ilja Mankow | [ 131 ]                                                                   |

### Sommer

#### Einzel
| Jahr | Austragungsort   | Schanzentyp   | Meister                        | Zweiter               | Dritter               | Beleg           |
| ---- | ---------------- | ------------- | ------------------------------ | --------------------- | --------------------- | --------------- |
| 1993 | Nischni Nowgorod | Normalschanze | Michail Jessin                 | Dmitri Tschelowenko   | Andrei Sagrjaschski   | [ 38 ]          |
| 1994 | Nischni Nowgorod | Normalschanze | Michail Jessin                 | Dmitri Tschelowenko   | Roman Kjerow          | [ 38 ]          |
| 1997 | Moskau           | Normalschanze | Dmitri Wladimirowitsch Sinizyn | Roman Kjerow          | Denis Tischagin       | [ 38 ]          |
| 1998 |                  | Normalschanze | Wladimir Lyssenin              | Dmitri Sinizyn        | Roman Paschkin        | [ 38 ]          |
| 2002 | Nischni Nowgorod | Normalschanze | Dmitri Wassiljew               | Pjotr Denissowski     | Andrei Barmenkow      | [ 132 ] [ 133 ] |
| 2003 | Nischni Nowgorod | Normalschanze | Denis Kornilow                 | Dmitri Wassiljew      | Alexei Silajew        | [ 134 ] [ 135 ] |
| 2004 | Nischni Nowgorod | Normalschanze | Dmitri Ipatow                  | Dmitri Wassiljew      | Ildar Fatkullin       | [ 136 ] [ 137 ] |
| 2005 | Nischni Nowgorod | Normalschanze |                                |                       |                       |                 |
| 2006 | Nischni Nowgorod | Normalschanze | Dmitri Wassiljew               | Pawel Karelin         | Ildar Fatkullin       | [ 138 ] [ 139 ] |
| 2007 |                  | Normalschanze |                                |                       |                       |                 |
| 2008 |                  | Normalschanze |                                |                       |                       |                 |
| 2009 | Moskau           | Mittelschanze | Ilja Rosljakow                 | Pawel Karelin         | Alexander Sardyko     | [ 23 ] [ 140 ]  |
| 2010 | Moskau           | Mittelschanze | Alexander Sardyko              | Pjotr Tschaadajew     | Ilja Rosljakow        | [ 25 ] [ 26 ]   |
| 2011 | Almaty           | Normalschanze | Alexander Sardyko              | Anton Kalinitschenko  | Roman Trofimow        | [ 141 ] [ 142 ] |
| 2011 | Almaty           | Großschanze   | Anton Kalinitschenko           | Denis Kornilow        | Dmitri Wassiljew      | [ 143 ] [ 142 ] |
| 2012 |                  |               | nicht ausgetragen              | nicht ausgetragen     | nicht ausgetragen     |                 |
| 2013 | Krasnaja Poljana | Normalschanze | Ilmir Chasetdinow              | Anton Kalinitschenko  | Dmitri Wassiljew      | [ 144 ]         |
| 2013 | Krasnaja Poljana | Großschanze   | Dmitri Wassiljew               | Denis Kornilow        | Ilmir Chasetdinow     | [ 145 ]         |
| 2014 | Krasnaja Poljana | Normalschanze | Michail Maximotschkin          | Wladislaw Bojarinzew  | Anton Kalinitschenko  | [ 146 ]         |
| 2014 | Krasnaja Poljana | Großschanze   | Michail Maximotschkin          | Ilmir Chasetdinow     | Alexander Sardyko     | [ 147 ]         |
| 2015 | Krasnaja Poljana | Normalschanze | Wladislaw Bojarinzew           | Alexander Baschenow   | Denis Kornilow        | [ 148 ]         |
| 2015 | Krasnaja Poljana | Großschanze   | Denis Kornilow                 | Jewgeni Klimow        | Ilmir Chasetdinow     | [ 149 ]         |
| 2016 | Krasnaja Poljana | Normalschanze | Dmitri Wassiljew               | Jewgeni Klimow        | Denis Kornilow        | [ 150 ]         |
| 2016 | Krasnaja Poljana | Großschanze   | Dmitri Wassiljew               | Roman Trofimow        | Alexander Baschenow   | [ 151 ]         |
| 2017 | Krasnaja Poljana | Normalschanze | Denis Kornilow                 | Alexander Baschenow   | Michail Nasarow       | [ 152 ]         |
| 2017 | Krasnaja Poljana | Großschanze   | Denis Kornilow                 | Ilmir Chasetdinow     | Dmitri Wassiljew      | [ 153 ]         |
| 2018 | Krasnaja Poljana | Normalschanze | Jewgeni Klimow                 | Michail Maximotschkin | Dmitri Wassiljew      | [ 154 ]         |
| 2018 | Krasnaja Poljana | Großschanze   | Jewgeni Klimow                 | Dmitri Wassiljew      | Maxim Sergejew        | [ 155 ]         |
| 2019 | Krasnaja Poljana | Normalschanze | Roman Trofimow                 | Jewgeni Klimow        | Michail Maximotschkin | [ 156 ]         |
| 2019 | Krasnaja Poljana | Großschanze   | Jewgeni Klimow                 | Roman Trofimow        | Denis Kornilow        | [ 157 ]         |
| 2020 | Krasnaja Poljana | Normalschanze | Alexander Baschenow            | Wladislaw Mustafin    | Ilmir Chasetdinow     | [ 158 ]         |
| 2020 | Krasnaja Poljana | Großschanze   | Ilmir Chasetdinow              | Witali Iwanow         | Nikita Loboda         | [ 159 ]         |
| 2021 | Krasnaja Poljana | Großschanze   | Jewgeni Klimow                 | Danil Sadrejew        | Michail Nasarow       | [ 160 ]         |
| 2022 | Krasnaja Poljana | Normalschanze | Danil Sadrejew                 | Michail Nasarow       | Konstantin Nikolajew  | [ 161 ]         |
| 2022 | Krasnaja Poljana | Großschanze   | Danil Sadrejew                 | Ilja Mankow           | Michail Nasarow       | [ 162 ]         |

#### Team
| Jahr | Austragungsort   | Schanzentyp   | Meister                                                                                         | Zweiter                                                                                      | Dritter                                                                                    | Beleg           |
| ---- | ---------------- | ------------- | ----------------------------------------------------------------------------------------------- | -------------------------------------------------------------------------------------------- | ------------------------------------------------------------------------------------------ | --------------- |
|      |                  |               | Austragung unklar                                                                               |                                                                                              |                                                                                            |                 |
| 2006 | Nischni Nowgorod | Normalschanze | Oblast Nischni Nowgorod                                                                         | Republik Baschkortostan I                                                                    | Republik Baschkortostan II                                                                 | [ 138 ] [ 139 ] |
|      |                  |               | Austragung unklar                                                                               |                                                                                              |                                                                                            |                 |
| 2013 | Krasnaja Poljana | Großschanze   | Oblast Nischni NowgorodAlexei Buiwolow Michail Maximotschkin Alexander Sardyko Denis Kornilow   | Republik BaschkortostanRamil Sarifullin Grigori Leontjew Ilmir Chasetdinow Dmitri Wassiljew  | Region PermSergei Kulikow Georgi Tscherwjakow Alexei Kamynin Artjom Utew                   | [ 163 ]         |
| 2014 | Krasnaja Poljana | Großschanze   | Oblast Nischni NowgorodAlexander Schuwalow Andrei Patschin Roman Trofimow Michail Maximotschkin | Oblast Nischni Nowgorod IISergei Schulajew Iwan Lanin Alexander Sardyko Denis Kornilow       | Region PermSergei Kulikow Jegor Ussatschew Alexei Kamynin Georgi Tscherwjakow              | [ 164 ]         |
| 2015 | Krasnaja Poljana | Großschanze   | Oblast Nischni NowgorodAlexander Sardyko Michail Maximotschkin Roman Trofimow Denis Kornilow    | Sankt PetersburgErkin Allamuratow Sergei Pyschow Wladislaw Bojarinzew Alexei Romaschow       | Oblast MoskauNikolai Matawin Artur Sultangulow Ilmir Chasetdinow Jewgeni Klimow            | [ 165 ]         |
| 2016 | Krasnaja Poljana | Großschanze   | Oblast Nischni Nowgorod IDenis Kornilow Sergei Schulajew Michail Maximotschkin Roman Trofimow   | Oblast Nischni Nowgorod IIAlexander Schuwalow Iwan Lanin Andrei Patschin Alexander Sardyko   | Sankt PetersburgJewgeni Stefanow Erkin Allamuratow Alexei Romaschow Wladislaw Bojarinzew   | [ 166 ]         |
| 2017 | Krasnaja Poljana | Großschanze   | Oblast MoskauNikolai Matawin Kirill Kotik Ilmir Chasetdinow Dmitri Wassiljew                    | Oblast Nischni Nowgorod IMichail Maximotschkin Nikita Towkes Roman Trofimow Denis Kornilow   | Oblast Nischni Nowgorod IIMaxim Migatschew Alexander Schuwalow Sergei Schulajew Iwan Lanin | [ 167 ]         |
| 2018 | Krasnaja Poljana | Großschanze   | Oblast MoskauMichail Nasarow Ilmir Chasetdinow Dmitri Wassiljew Jewgeni Klimow                  | Oblast Nischni NowgorodDenis Kornilow Roman Trofimow Sachir Dschafarow Michail Maximotschkin | Republik TatarstanArtjom Redschepow Alexander Loginow Danil Sadrejew Maxim Sergejew        | [ 168 ]         |
| 2019 | Krasnaja Poljana | Großschanze   | Oblast MoskauNikolai Matawin Ilmir Chasetdinow Michail Nasarow Jewgeni Klimow                   | Oblast Nischni NowgorodIwan Lanin Michail Maximotschkin Denis Kornilow Roman Trofimow        | Oblast SachalinArtjom Mjasnikow Maxim Kolobow Nikita Loboda Alexander Baschenow            | [ 169 ]         |
| 2020 | Krasnaja Poljana | Großschanze   | Oblast MoskauKonstantin Iswolski Nikolai Matawin Maxim Altschikow Ilmir Chasetdinow             | Region PermFjodor Nowikow Konstantin Nikolajew Wladislaw Mustafin Oleg Pawlenko              | Republik TatarstanRuslan Achmjetschin Mars Sadrejew Emil Kalimullin Alexander Loginow      | [ 170 ]         |
| 2021 | Krasnaja Poljana | Großschanze   | Oblast Nischni NowgorodRoman Trofimow Sachir Dschafarow Michail Maximotschkin Kirill Kotik      | Republik TatarstanDanil Sadrejew Emil Kalimullin Alexander Loginow Ruslan Achmjetschin       | Oblast SwerdlowskDmitri Chodykin Michail Purtow Ilja Mankow Wadim Schischkin               |                 |
| 2022 | Krasnaja Poljana | Großschanze   | Oblast SwerdlowskDmitri Chodykin Michail Purtow Ilja Mankow Wadim Schischkin                    | Oblast Nischni NowgorodMichail Maximotschkin Alexander Sardyko Kirill Kotik Roman Trofimow   | Oblast SachalinArtjom Mjasnikow Maxim Kolobow Nikita Loboda Alexander Baschenow            | [ 171 ] [ 172 ] |

## Mixed

### Winter
| Jahr | Austragungsort | Schanzentyp   | Meister                                                                                    | Zweiter                                                                                      | Dritter                                                                                    | Beleg           |
| ---- | -------------- | ------------- | ------------------------------------------------------------------------------------------ | -------------------------------------------------------------------------------------------- | ------------------------------------------------------------------------------------------ | --------------- |
| 2014 | Nischni Tagil  | Normalschanze | MoskauAnastassija Weschtschikowa Ildar Walitow Irina Awwakumowa Pjotr Tschaadajew          | Oblast Nischni NowgorodNatalja Solowjowa Alexei Buiwolow Marija Sotowa Michail Maximotschkin | Region PermLjubow Altschikowa Georgi Tscherwjakow Anastassija Gladyschewa Sergei Kulikow   | [ 173 ]         |
| 2015 | Tschaikowski   | Normalschanze | Sankt PetersburgMarija Jakowlewa Alexei Romaschow Sofija Tichonowa Wladislaw Bojarinzew    | Oblast Nischni NowgorodNatalja Solowjowa Michail Maximotschkin Marija Sotowa Denis Kornilow  | Region PermGlafira Noskowa Artjom Utew Anastassija Gladyschewa Jegor Ussatschew            | [ 174 ]         |
| 2016 | Nischni Tagil  | Normalschanze | Sankt PetersburgMarija Jakowlewa Alexei Romaschow Sofija Tichonowa Wladislaw Bojarinzew    | MoskauDarja Stepanowa Wiktor Markin Irina Awwakumowa Michail Nasarow                         | Oblast MoskauAnna Schukowa Ilmir Chasetdinow Alexandra Kustowa Jewgeni Klimow              | [ 175 ]         |
| 2017 | Tschaikowski   | Normalschanze | Oblast MoskauAlexandra Baranzewa Ilmir Chasetdinow Alexandra Kustowa Dmitri Wassiljew      | Sankt PetersburgLidija Jakowlewa Wladislaw Bojarinzew Sofija Tichonowa Alexei Romaschow      | Region PermAnastassija Barannikowa Wladislaw Skatschilow Xenija Kablukowa Jegor Ussatschew | [ 176 ]         |
| 2018 | Nischni Tagil  | Normalschanze | Oblast MoskauAlexandra Kustowa Nikolai Matawin Alexandra Baranzewa Jewgeni Klimow          | Sankt PetersburgLidija Jakowlewa Wladislaw Bojarinzew Sofija Tichonowa Alexei Romaschow      | Region PermAnastassija Barannikowa Jegor Ussatschew Xenija Kablukowa Wladislaw Skatschilow | [ 177 ]         |
| 2019 | Tschaikowski   | Normalschanze | Oblast MoskauIrina Awwakumowa Michail Nasarow Alexandra Kustowa Ilmir Chasetdinow          | Sankt PetersburgLidija Jakowlewa Alexander Martschukow Sofija Tichonowa Wladislaw Bojarinzew | Region PermGlafira Noskowa Wladislaw Mustafin Xenija Kablukowa Jegor Ussatschew            | [ 178 ]         |
| 2020 | Nischni Tagil  | Normalschanze | Oblast MoskauXenija Kablukowa Dmitri Wassiljew Irina Awwakumowa Jewgeni Klimow             | Sankt PetersburgAnna Schpynjowa Wladislaw Bojarinzew Lidija Jakowlewa Daniil Schtschogolew   | Oblast SwerdlowskAlina Borodina Wadim Schischkin Kristina Prokopjewa Ilja Mankow           | [ 179 ]         |
| 2021 | Tschaikowski   | Normalschanze | Oblast MoskauXenija Kablukowa Ilmir Chasetdinow Irina Awwakumowa Jewgeni Klimow            | Sankt PetersburgMarija Jakowlewa Fjodor Tschischow Sofija Tichonowa Alexander Martschukow    | Oblast SwerdlowskAlina Borodina Michail Purtow Kristina Prokopjewa Wadim Schischkin        | [ 180 ]         |
| 2022 | Nischni Tagil  | Normalschanze | Sankt PetersburgSofija Tichonowa Daniil Schtschogolew Anna Schpynjowa Wladislaw Bojarinzew | Oblast SwerdlowskXenija Piskunowa Ilja Mankow Kristina Prokopjewa Dmitri Chodykin            | Oblast MoskauXenija Kablukowa Ilmir Chasetdinow Irina Awwakumowa Nikolai Matawin           | [ 181 ] [ 182 ] |
| 2023 | Tschaikowski   | Normalschanze | Oblast SwerdlowskXenija Piskunowa Michail Purtow Kristina Prokopjewa Ilja Mankow           | MoskauKristina Giljowa Michail Nasarow Darina Schadukowa Jewgeni Klimow                      | Sankt PetersburgAnna Schpynjowa Iwan Koslow Anastassija Subbotina Daniil Schtschogolew     | [ 183 ]         |

### Sommer
| Jahr | Austragungsort   | Schanzentyp   | Meister                                                                                     | Zweiter                                                                                | Dritter                                                                           | Beleg   |
| ---- | ---------------- | ------------- | ------------------------------------------------------------------------------------------- | -------------------------------------------------------------------------------------- | --------------------------------------------------------------------------------- | ------- |
| 2013 | Krasnaja Poljana | Normalschanze | Sankt PetersburgDarja Gruschina Wladislaw Persijanzew Sofija Tichonowa Wladislaw Bojarinzew | Region PermMarija Alexandrowa Sergei Kulikow Anastassija Gladyschewa Alexei Kamynin    | MoskauAnastassija Weschtschikowa Ildar Walitow Irina Awwakumowa Pjotr Tschaadajew | [ 184 ] |
| 2014 | Krasnaja Poljana | Normalschanze | Oblast Nischni NowgorodNatalja Solowjowa Denis Kornilow Marija Sotowa Michail Maximotschkin | Region PermXenija Kablukowa Georgi Tscherwjakow Anastassija Gladyschewa Alexei Kamynin | Oblast MoskauAlexandra Kustowa Dmitri Wassiljew Anna Schukowa Ilmir Chasetdinow   | [ 185 ] |